# Papamosques camagroc
El papamosques camagroc (Muscicapa sethsmithi) és una espècie d'ocell de la família dels muscicàpids (Muscicapidae) que habita la selva humida de l'Àfrica central, al sud de Nigèria i de Camerun, sud-oest de la República Centreafricana, Guinea Equatorial incloent Bioko, República del Congo, el Gabon, oest d'Uganda i nord-est i est de la República Democràtica del Congo. El seu estat de conservació es considera de risc mínim.
En diverses llengües rep el nom de "papamosques de potes grogues" (Anglès: Yellow-footed Flycatcher. Francès: Gobemouche à pattes jaunes).